# Aéroport de Prince George
L'Aéroport de Prince George (code IATA : YXS • code OACI : CYXS) se situe dans la province canadienne de Colombie-Britannique, à l'est de la ville de Prince George. Il est desservi par des lignes régulières vers les principaux aéroports de Colombie-Britannique et d'Alberta. Sa fréquentation dépasse 400 000 passagers en 2023.

## Situation
L'aéroport se situe à 15 km à l'est du centre-ville de Prince George principalement sur le territoire de la municipalité, il déborde sur l'aire électorale D du district régional de Fraser-Fort George. Il est installé sur le plateau à l'est de la vallée du Fraser sur une partie haute entre 670 et 690 m d'altitude,.

### Carte des aéroports du Réseau National du Canada
| \| 300 km1:20 691 000 \| Calgary Charlottetown Edmonton Fredericton Gander Moncton Halifax Iqaluit Kelowna London Montréal–Mirabel Montréal–Trudeau Ottawa Prince George Québec Regina Saint-Jean Saskatoon Saint-Jean de T.-N. Thunder Bay Toronto Pearson Vancouver Victoria Whitehorse Winnipeg Yellowknife |
| 300 km1:20 691 000 |

## Trafic

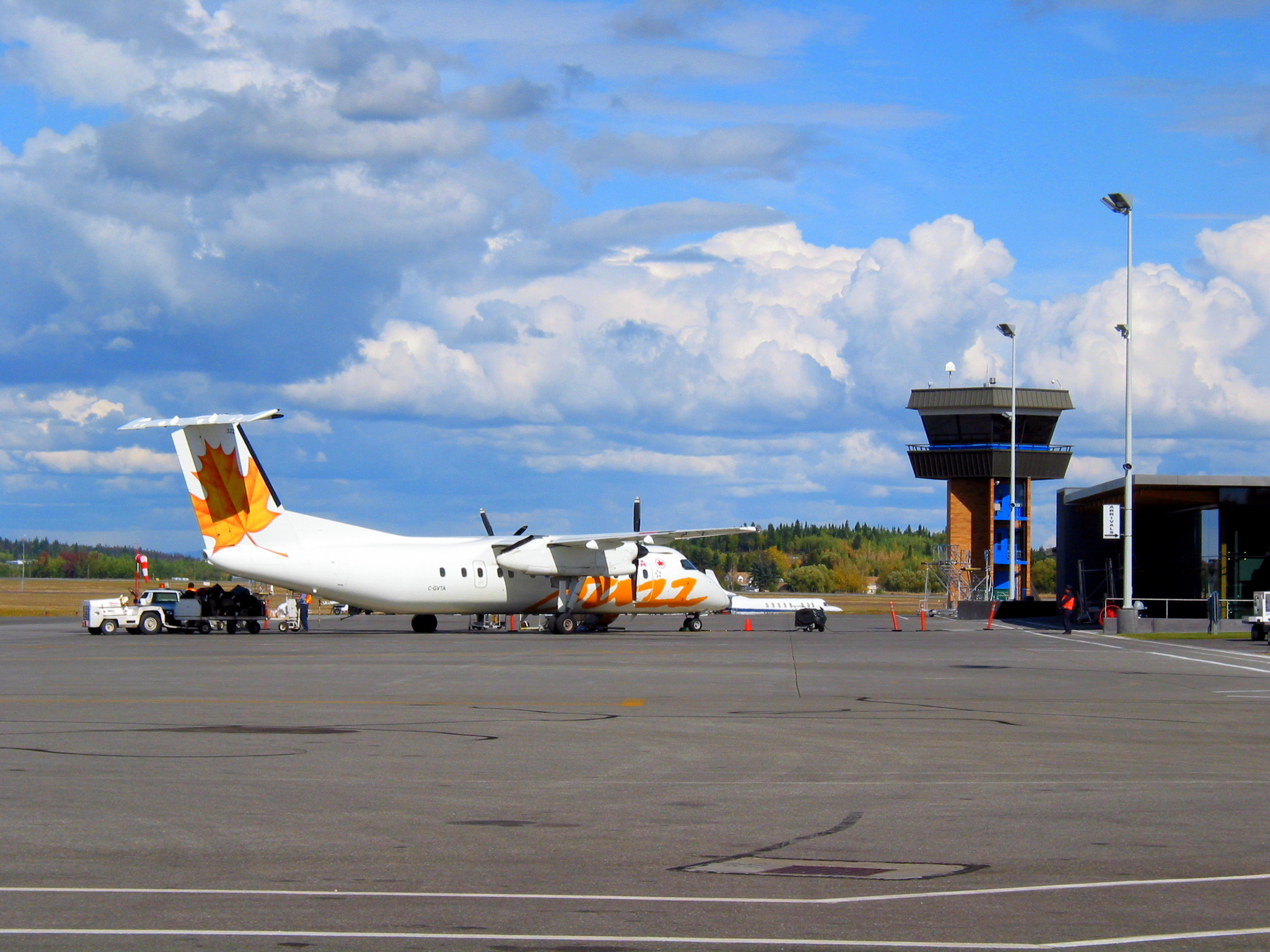
Dash 8 de la compagnie Jazz devant l'aérogare.

En 2024, l'aéroport dessert une dizaine de lignes régulières de passagers grâce à quatre compagnies canadiennes. Aux huit destinations situées en Colombie-Britannique s'ajoutent les deux métropoles de l'Alberta ainsi qu'une destination saisonnière de villégiature à Puerto Vallarta (Mexique).
| Compagnies               | Destinations                                             |
| ------------------------ | -------------------------------------------------------- |
| Air Canada Express       | Vancouver                                                |
| Central Air Mountain     | Calgary, Edmonton, Fort Nelson, Kelowna, Terrace-Kitimat |
| Pacific Coastal Airlines | Kelowna, Victoria (International)                        |
| WestJet                  | Calgary En saison: Puerto Vallarta                       |
| WestJet Encore           | Calgary, Vancouver En saison: Edmonton                   |

Le nombre de passager atteint 417 848 en 2023. L'aéroport connait une croissance régulière de sa fréquentation : il passe de 376 000 passagers en 2009 à 506 000 en 2019. Cette hausse s'interrompt, en 2020, avec la pandémie de Covid-19, le trafic voyageur chutant à 177 000. Le fret est géré par des lignes régulières de compagnies spécialisées : KF Cargo et SkyLink Express ou associé au trafic passager par Air Canada et WestJet. Les volumes annuels traités entre 2018 et 2021 avoisinent 600 tonnes. Le nombre de mouvements moyen enregistré sur l'aéroport s'établit à 41 000 entre 2008 et 2024.

## Infrastructures
L'aéroport dispose de trois pistes asphaltées. La piste principale 15-33, orientée presque nord-sud, mesure 3 490 m de longueur pour 45 m le large. Elle permet le décollage des plus gros porteur tel le Boeing 747-400F. Elle dispose d'un balisage lumineux d'approche ainsi que des feux indicateurs d'alignement de la piste (SSALR), autorisant les atterrissages et décollages nocturnes dans les deux sens. La piste secondaire 06-24, perpendiculaire à la précédente, mesure 1 715 m de long pour 45 de large. Elle dispose de balisages lumineux d'approche (ODALS et PAPI) qui autorisent un usage nocturne. Elle est utilisée principalement en été pour la lutte contre les feux de forêt ou pour l'aviation de loisirs. La piste tertiaire 01-19, orientée en diagonale par rapport aux deux précédentes, mesure 1149 m de long pour 23 m de large. Elle n'est opérationnelle que de jour avec de bonnes conditions de visibilité.

## Gouvernance
L'aéroport est intégré au réseau national des aéroports du Canada (RNA). Il appartient au ministère fédéral des transports (Transport Canada). La gestion est confiée en location à l'autorité aéroportuaire de Prince George (Prince George Airport Authority : PGAA), organisation à but non-lucratif, depuis avril 2003. Le directoire de l'autorité comprend 12 membres nommés : 2 par le gouvernement du Canada, 2 par la province de Colombie-Britannique, 3 par la ville de Prince George, 2 par le district régional de Fraser-Fort George et 3 par l'autorité elle-même.

## Histoire
En 1940 le conseil municipal de Prince George choisi un nouveau site afin de remplacer deux aérodromes préexistants. Poussé par l'effort de guerre de la seconde guerre mondiale, trois pistes sont construites entre 1941 et 1945. L'aéroport sert d'escale. Outre son usage par les armées de l'air canadienne et américaine, il est utilisé par les compagnies civiles Canadian Pacific Air Lines et Pan American Airways. L'aéroport est d'abord géré par l'aviation royale canadienne (ARC) qui passe le relai en 1946 au ministère des transports. La piste principale est rallongée successivement dans les années 1960 à 1950 m, puis dans les années 1970 à 2250 m et l'extension de 2009 la porte à 3470 m de longueur. La tour de contrôle et le terminal sont reconstruits en 1973.